# Балавац пругасти
Балавац пругасти (шрац, скмеж, адмирал, генерал), (лат. Gymnocephalus schraetser) је слатководна риба, дужине до 20 cm, припада породици гргеча Percidae. Мрести се од априла до маја.

## Опис и грађа
Балавац пругасти има доста издужено тело, светлезеленожућкасте боје са тамним пругама, а глава му је доста зашиљена. Леђна пераја су му срасла и прошарана су тамним флекама. Крљушт му је дубоко усађена у кожу, а тело му је слузаво и лепљиво. Рило му је полусавијено и издужено. Дуж тела му се пружају 3 или 4 уздужне пруге, које су често испрекидане. Може да нарасте највише до 20 cm. 

## Навике, станиште, распрострањеност
Балавац пругасти уме често да зађе и у горње токове река, мада воли дубљу воду са песковитим или шљунковитим дном. Храни се фауном дна. Воли такође, брзе водене токове, а залази и у матицу. У Србији живи у водама црноморског слива.

## Размножавање
Балавац пругасти се мрести у априлу и мају, на местима са јачом воденом струјом. Женка положи до 10.000 јајашаца икре, и то је навећи број јаја које може да положи.